# Бубнов, Николай Михайлович
Николай Михайлович Бу́бнов (1858, Киев — 1943, Любляна) — русский историк-медиевист и филолог. Основная область интересов — средневековая математика в западной Европе. Доктор всеобщей истории (1891).

## Биография
Родился 21 января 1858 года в Киеве. Воспитывался в семье отчима — писателя Н. С. Лескова.
Среднее образование получил в Санкт-Петербургской 3-й гимназии, которую окончил в 1877 году с золотой медалью. В 1882 году окончил историко-филологический факультет Санкт-Петербургского университета со степенью кандидата, причём был удостоен золотой медали за сочинение «Авит, эпископ вьенский». Был оставлен при университете профессорским стипендиатом, а 2 июля того же года командирован за границу на два с половиной года для продолжения образования. В 1889 году, он стал одним из членов-учредителей Исторического общества при Санкт-Петербургском университете.
Главный его труд «Сборник писем Герберта как исторический источник» был представлен в историко-филологический факультет Санкт-Петербургского университета как магистерская диссертация, но факультет, после диспута, нашёл автора достойным докторской степени. В 1890—1891 гг. он преподавал всеобщую историю на петербургских Высших женских курсах. С 1891 года — профессор древней (позже также средневековой) истории в Киевском университете. В 1905—1919 годах занимал должность декана историко-филологического факультета Киевского университета. С 1906 года он также преподавал историю на киевских Высших женских курсах. Одновременно с педагогической деятельностью, в 1894—1902 гг. он был гласным киевской городской думы.
В 1908—1912 годах предпринял ряд исследований по истории науки в Европе. В серии книг, посвящённых этой научной теме, были изданы 4 тома. С 1911 года — действительный статский советник. С 1916 года — профессор Саратовского университета, с 1918 года — профессор Таврического университета.
В ноябре 1919 года эмигрировал из России (при этом всё его имущество составляла ручная кладь), в феврале 1920 г. обосновался в Королевстве Сербов, Хорватов и Словенцев. 11 июня 1920 стал первым почётным профессором в Скопье, с ноября 1920 года — ординарный профессор философии, с 28 марта 1923 г. — профессор университета Любляны; преподавал «методологию и философию истории» и «римскую историю». В 1923 году получил гражданство Королевства. В 1924 году вышел на пенсию. В 1935 году стал членом комитета Российского Красного Креста.
Свободно говорил на сербско-хорватском, словенском, немецком, французском, английском и итальянском языках, владел латынью и древнегреческим.

### Семья
Мать — Екатерина Степановна Бубнова (1838-1901), урождённая Савицкая, купчиха 2-й гильдии, праправнучка киевского зодчего Ивана Григорьевича Григоровича-Барского, правнучка киевского бургомистра Александра Ивановича Григоровича-Барского. В начале 1860-х годов разошлась с мужем, Михаилом Николаевичем Бубновым, имея четырёх детей. В 1865—1877 гг. состояла с Н. С. Лесковым в гражданском браке, в котором родился Андрей Лесков (12.6.1866 — 5.11.1953), единоутробный брат Н. М. Бубнова.
- брат — Борис (1860—1904), занимался переводами из английских поэтов;
- сестра — Вера (1861—1918), с 1887 г. замужем за З. А. Макшеевым[10].

Н. М. Бубнов был женат на Людмиле Викторовне Носач-Носковой, овдовел в 1913 году.
- сын — Владимир (2 января 1901[11] — июль 1926, Брюссель), эмигрировал в декабре 1920 г.; учился на инженерном факультете Люблянского университета[7];
- усыновлённые дети жены Людмилы Викторовны от её первого брака:
  - Мария Колендо (1891 — ?), эмигрировала во Францию с мужем Виктором Дуссаном (французским гражданином) и сыном Анатолием[7];
  - Виктор Колендо (1892 — ?), эмигрировал в декабре 1920 г.[7]

## Научная деятельность
Участвовал в международных конференциях историков (Берлин, 16—12 августа 1908; Лондон, 1913). В 1927 г. в Обществе русских химиков (Париж) читал доклад по истории цифр.
В связи с работой над письмами Герберта Н. Бубнов занимался его же математическими трудами (тоже по рукописям), которые критически рассмотрел, прокомментировал и издал в Берлине в 1899 году под названием «Gerberti postea Sylvestri II рарае opera mathematica». Вместе с докторской диссертацией это издание доставило ему и за границей известность тонкого критика средневековых источников. Исследование Бубнова выяснило громадное историческое значение для средневековой геометрии рукописей римских землемеров (до XII в., когда в Европе появился подлинный Евклид в переводах с арабского). Бубновское издание математических трудов Герберта и многочисленных средневековых комментариев к нему считается образцовым, эта книга переиздается до наших дней.

### Избранные труды
- Сборник писем Герберта как исторический источник (983—997). Критическая монография по рукописям. Части 1-3. Санкт-Петербург, 1888—1890[13].
- Мотивы избрания Гугона Капета на царство // Журнал министерства народного просвещения. 1890. — Т. 172. — С. 135—156.
- О значении римской истории во всемирной // Киевские университетские известия. — 1891.
- Римское вече накануне падения республики // Киевские университетские известия. — 1892.
- Gerberti postea Silvestri II papae opera mathematica. Accedunt aliorum opera ad Gerberti libellos aestimandos intelligendosque necessaria per septem appendices distributa. Collegit, ad fidem codicum manuscriptorum partim iterum, partim primum edidit, apparatu critico instruxit, commentario auxit, figuris illustravit dr. Nicolaus Bubnov. — Berlin, 1899. — CXIX, 620 p.
- Арифметическая самостоятельность европейской культуры : Культурно-исторический очерк. — Киев, 1908.
- Происхождение и история наших цифр. — Киев, 1908; Репринт: М., 2011.
- Подлинное сочинение Герберта об абаке, или Система элементарной арифметики классической древности (Филологическое исследование в области математики) // Киевские университетские известия. — 1905—1910; отдельным изданием: Киев, 1911.
- Абак и Боэций. Лотарингский научный подлог XI в. Историко-критическое исследование в области средневековой науки // Журнал Министерства народного просвещения. — 1907—1909; отдельным изданием: Петроград, 1915.
- Древний абак — колыбель современной арифметики. — Киев, 1912.
- Ученые права русского языка. В защиту равноправия русского языка на международных исторических конгрессах // Брошюра к международному историческому конгрессу в Лондоне. Киев, 1913.
- Kijevski Univerzitet pod boljševicima // Nova Europa. — 1925. — Kn. 12, br. 5. — P. 140—145. (хорв.)
- L’Université de Kiev sons le régime soviétique // Revue internationale de l’enseignement. — 1928, 15 mai-15 juni. — P. 129—160. (фр.)
- Postanak savremenog načina pisanja brojki i cifara // Rad Jugoslavenskе Akademije Znanosti I Umjetnosti. — Zagreb, 1924. — Kn. 230. — P. 227—258. (Доклад о «Происхождении наших цифр и современного способа писать ими числа» на съезде русских ученых в 1924 году в Праге (14 сент. — 4 окт.))
- Сквозь череду потерь: воспоминания // Москва, изд-во "Русский путь", 2017 //  [сост., подгот. текста, вступ. ст., примеч. и прилож.: О.Б.Смирнов]

## Награды
- полная Макариевская премия (1893)
- похвальная грамота Петербургской Академии наук (1909)[7]
- орден св. Станислава 1-й и 2-й степени
- орден св. Анны 2-й степени
- серебряная медаль от Папы римского Льва XIII — за научные труды о Сильвестре II
- член Папской АН[14].

## Рекомендуемая литература
- Письма Н. М. Бубнова как источник знакомства с жизнью Лескова в Петербурге // Неизданный Лесков. — М.: ИМЛИ РАН : Наследие, 2000. — Кн. 2. — С. 341—350.
- ЦГИА Украины (Киев). — Ф. 837, 127 ед. хр., 1833—1919.